# 保石镇
保石镇，是中华人民共和国四川省遂宁市安居区下辖的一个乡镇级行政单位。

## 行政区划
保石镇下辖以下地区：
红星社区、金堂村、卧牛寺村、清泉村、石山沟村、贺家井村、凤尾村、七里店村、三家堂村、保石村、李家沟村、贴心村、界碑村、水井村、海棠村、锡福寺村、二黄沟村、瓦口井村、石湾村、玉王村、田边井村、太阳井村、普慈镇村、老屋沟村和柏树塘村。